# Isla Palominos (Puerto Rico)
Isla Palominos es el nombre de una pequeña isla situada cerca del este de Puerto Rico en el barrio Cabezas de Fajardo. 

## Geografía
Palominos posee 102 acres (0,41 km²) de superficie. Alcanza una altura de 165 pies (50 metros). Los arrecifes de coral, praderas de pastos marinos, y especies de la costa rocosa son algunas de las atracciones naturales que se encuentran en la Isla Palominos y la pequeña isla Palominitos, estando esta última ubicada a unos 600 metros al sur de la Isla de Palominos.

## Economía
Isla Palominos es la más grande de las cinco islas privadas cerca de Puerto Rico, los otros son la Isleta Marina, Isla de Ramos, Cayo Mata que pertenece a la familia Picon e Cayo Lobos. La isla es propiedad de los descendientes de Alberto Bachman Glauser, la familia Bachman y la familia Fuertes Bachman. La mayor parte de la isla se alquila por el Hotel El Conquistador conocido por su playa y actividades acuáticas. Un ferry se utiliza para traer a sus invitados a la isla. El viaje desde el hotel a la isla es de aproximadamente ocho minutos.